# پیتر دو پریز
پیتر دو پریز (انگلیسی: Pieter du Preez; ۱۹۷۹ یا ۱۹۸۰ (۴۴–۴۵ سال) – ) ورزشکار دو و میدانی اهل آفریقای جنوبی بود.
وی در مسابقات کشوری و بین‌المللی در مجموع برندهٔ ۶ مدال طلا، ۶ مدال نقره، ۲ مدال برنز شده‌است.